# 和荣县
和荣县（越南语：／）是越南岘港市下辖的一个县。面积707.33平方公里，2018年总人口201070人。

## 地理
和荣县东接莲沼郡、锦荔郡和五行山郡，北接顺化市富禄县，西接广南省东江县，南接广南省大禄县和奠磐市社。

## 历史
1976年时，和荣县隶属广南-岘港省，下辖和洲社、和海社、和协社、和庆社、和康社、和莲社、和明社、和仁社、和发社、和丰社、和福社、和贵社、和山社、和寿社、和进社、和春社16社。
1981年9月23日，和莲社析置和北社，和山社析置和宁社。
1982年12月9日，越南政府以声索的争议领土西沙群岛析置黄沙县。
1986年1月11日，和丰社析置和富社。
1996年11月6日，广南-岘港省分设为广南省和岘港市，和荣县划归岘港市管辖。
1997年1月23日，和贵社、和海社划归五行山郡管辖，和协社、和庆社和和明社划归莲沼郡管辖，和荣县仍辖和进社、和山社、和发社、和寿社、和洲社、和福社、和莲社、和春社、和仁社、和丰社、和康社、和北社、和宁社和和富社14社。
2005年8月5日，和发社析置和安社，和寿社分设为和寿东社和和寿西社；以和寿东社、和寿西社、和发社、和安社、和春社5社和海洲郡闺中坊析置锦荔郡。

## 行政区划
和荣县下辖11社，县莅和丰社。
- 和北社（Xã Hoà Bắc）
- 和洲社（Xã Hoà Châu）
- 和康社（Xã Hoà Khương）
- 和莲社（Xã Hoà Liên）
- 和仁社（Xã Hoà Nhơn）
- 和宁社（Xã Hoà Ninh）
- 和丰社（Xã Hoà Phong）
- 和富社（Xã Hoà Phú）
- 和福社（Xã Hoà Phước）
- 和山社（Xã Hoà Sơn）
- 和进社（Xã Hoà Tiến）